# Stephen O’Halloran
Stephen O’Halloran (* 29. November 1987 in Cobh) ist ein irischer Fußballspieler, der aktuell für Coventry City in der Football League Championship aktiv ist.

## Karriere
O’Hallorans Jugendvereine waren die Cobh Ramblers sowie Springfield Ramblers in seiner Heimat Irland. 2003 wechselte der Ire in die Jugendabteilung des Birminghamer Klubs Aston Villa. Von 2006 bis Februar 2007 spielte O’Halloran leihweise bei den Wycombe Wanderers auf der linken Verteidigerposition. Nachdem er seit Februar 2007 wieder im Kader von Aston Villa gestanden hatte, wechselte er im Januar 2008 – erneut auf Leihbasis–  für einen Monat zum FC Southampton. Dort kam er nur zu einem Einsatz als Einwechselspieler, bevor er bereits im Februar 2008 weiter an Leeds United verliehen wurde. Bereits in der Aufwärmphase zu seinem Debüt zog er sich einen Kreuzbandriss zu, der ihn mutmaßlich bis weit in die Saison 2008/09 hinein außer Gefecht setzen wird. Zur Saison 2009/10 wurde O’Halloran in die Reservemannschaft von Aston Villa eingestuft – eine feste Rückennummer zum Einsatz in der Profimannschaft blieb ihm vorenthalten.
O’Halloran spielte international in der U-15, U-16, U-17 und U-21-Mannschaft von Irland. Im Jahr 2007 kam er schließlich auch in der irischen A-Nationalmannschaft zu seinen ersten zwei Einsätzen.